# Austrocarabodes mixtus
Austrocarabodes mixtus är en kvalsterart som beskrevs av Sandór Mahunka 1996. Austrocarabodes mixtus ingår i släktet Austrocarabodes och familjen Carabodidae. Inga underarter finns listade.